# Striphnopteryx
Striphnopteryx é um gênero de mariposa pertencente à família Bombycidae.